# Kowalska Góra

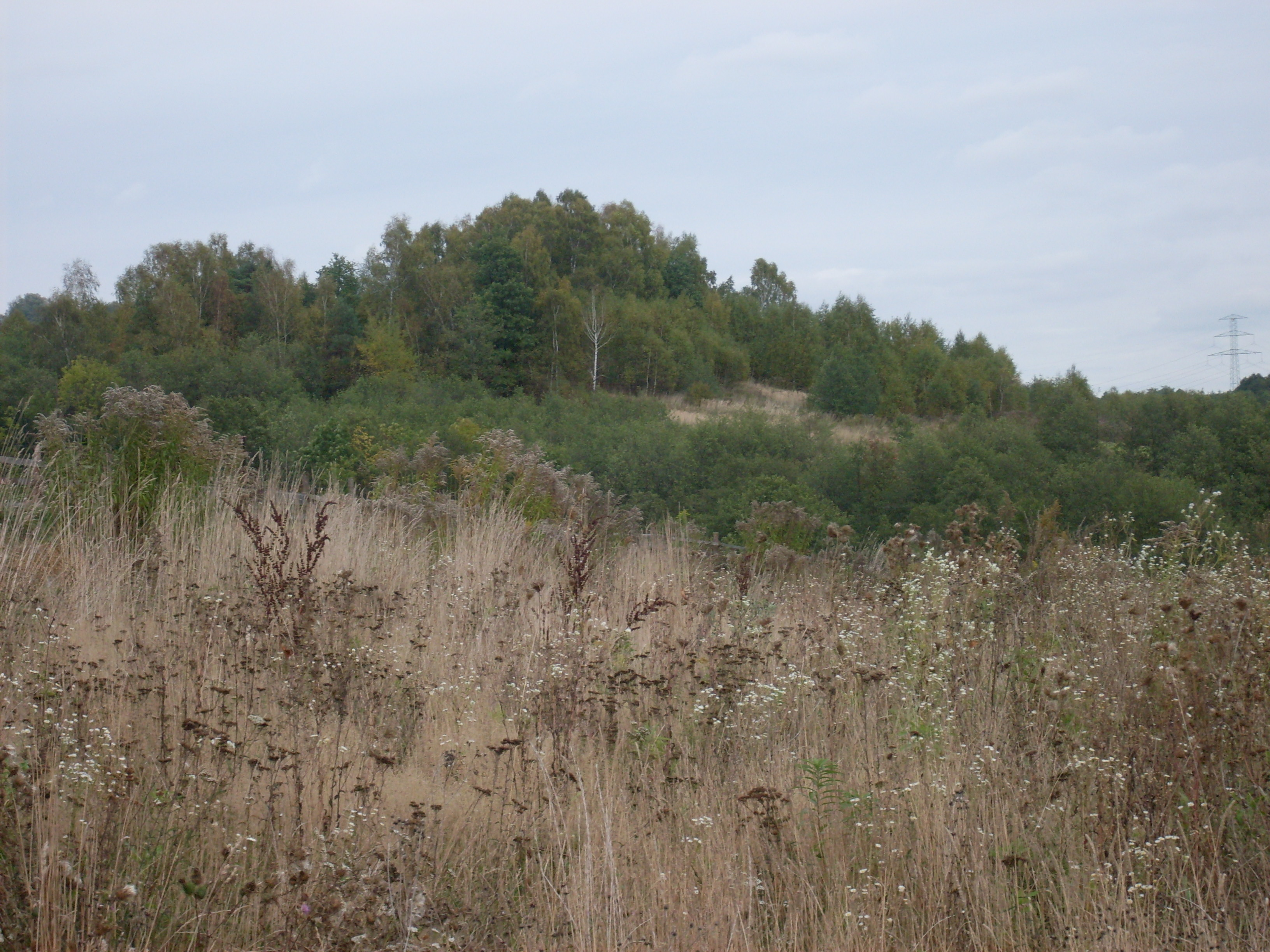
Kowalska Góra - widok od strony południowej

Kowalska Góra – wzgórze o wysokości 439 m n.p.m. Znajduje się na Wyżynie Olkuskiej w północno-wschodniej części wsi Filipowice przy granicy z Miękinią w województwie małopolskim. Na południe od niej rozciąga się Dolina Kamienic. W czasie pradawnych wybuchów wulkanów następowało wyrzucanie materiału, z którego w okresie karbońsko-permskim powstały tzw. tufy filipowickie. Nieczynny kamieniołom takich tufów znajduje się na południowym zboczu Kowalskiej Góry.
Szczyt wzgórza, zbudowany jest z wapiennych utworów dolnego triasu. W zboczu, w dolnej części odsłonięcia występują zlepieńce myślachowickie z tufami. Mają barwę czerwoną, różową z jaśniejszymi plamkami. Wykorzystywane były w budownictwie w tym rejonie. Eksploatowane były również dla przemysłu szklarskiego dzięki obecności potasu, a także jako materiał bloczny o walorach termoizolacyjnych. Nieczynny kamieniołom Skała Czerwona znajduje się na południowo-wschodnim zboczu wzgórza.